# Pernety (metropolitana di Parigi)
Pernety è una stazione della linea 13 della metropolitana di Parigi.

## La stazione
Il nome è mutuato dalla rue Pernety, intitolata al visconte Joseph Marie de Pernety (1766-1856) generale di divisione e proprietario del terreno su cui è stata costruita la strada.
La stazione è stata inaugurata il 21 gennaio 1937.

### Accessi
La stazione è dotata di due ingressi:
- rue Pernety: scala che sbuca in un'edicola al 72, rue Raymond-Losserand
- rue Niepce: scala mobile per i passeggeri che lasciano la metropolitana nel senso nord-sud e sbucante al 56, rue Raymond-Losserand

### Località vicine
- Giardino della ZAC-Didot
- Piazza del Cardinal-Wyszynski
- Piazza dell'Abbé-Lemire
- Chiesa di Notre-Dame-du-Travail

## Interconnessioni
- Bus notturno - N63